# Vicente Cabeza de Vaca y Fernández de Córdoba
Vicente Cabeza de Vaca y Fernández de Córdoba (* Madrid, 11 de febrer de 1865 - † Madrid, 15 de setembre de 1921) fou un Advocat i polític espanyol, que va ser ministre d'Instrucció Pública i Belles arts durant el regnat d'Alfons XIII.

## Biografia
Novè marquès de Portago, va ser membre del Partit Conservador, va ser elegit diputat per Badajoz a les eleccions generals espanyoles de 1891 i posteriorment ho serà, a les eleccions generals espanyoles de 1899, per la circumscripció de Granada encara que renunciaria a l'escó en ser nomenat Director de Correus i Telègrafs.
Entre 1901 i 1907 és novament escollit diputat per Granada en les successives eleccions renunciant el 1909 en ser nomenat senador per "dret propi".
Va ser ministre ministre d'Instrucció Pública i Belles arts entre l'1 de setembre i el 29 de desembre de 1920, sota darrer govern presidit per Eduardo Dato e Iradier.
Entre 1902 i 1903 va ser alcalde de Madrid.
Va casar el 19 de setembre de 1891 amb Ángela Carvajal i Jiménez de Molina, XI comtessa de la Mejorada.